# Agnese Moro
Maria Agnese Moro (1952) è una giornalista e scrittrice italiana figlia del politico Aldo Moro.

## Biografia
Madre di tre figli, collabora con le testate La Stampa e Madre. Ha studiato presso la Biblioteca Apostolica Vaticana (ove si è diplomata in bibliografia e biblioteca) ed ha successivamente conseguito una laurea in psicologia. Il suo primo lavoro è stato presso la Confederazione Italiana Sindacati Lavoratori, in seguito è passata ad organizzazioni di ricerca sociale non a scopo di lucro. Molto interessata ai diritti dei cittadini, fa parte del Centro di documentazione Archivio Flamigni che promuove la Rete degli archivi per non dimenticare. Ha curato testi aventi come tema i diritti umani.

## Libri
- 2003 - Un uomo così. Ricordando mio padre
- 2016 - "Così le nostre vite sono cambiate". La giustizia oltre la pena
- 2023 - Aldo Moro, los Jóvenes y nosotros: una amistad viva
- 2023 - Aldo Moro, i giovani e noi: un'amicizia viva